# Uładzimir Arłou (ur. 1938)
Uładzimir Arłou (biał. Уладзімір Арлоў, ros. Владимир Орлов, Władimir Orłow; ur. 6 stycznia 1938 w Baku) – białoruski reżyser kina i teatru, pisarz, poeta, autor tekstów piosenek.

## Życiorys
Urodził się 6 stycznia 1938 roku w Baku, w Azerbejdżańskiej SRR, ZSRR. W 1963 roku ukończył studia na Wydziale Reżyserskim Białoruskiego Państwowego Instytutu Teatralno-Artystycznego ze specjalnością reżysera. Pracę w kinematografii rozpoczął jako pomocnik reżysera. W 1956 roku został asystentem reżysera. Od 1963 roku pracował jako reżyser w TA „Telefilm” Białoruskiej Telewizji. Zrealizował około 100 filmów dokumentalnych i artystycznych, a także filmy-koncerty. Pełnił funkcję scenarzysty i prowadzącego tematyczne programy-koncerty Wmiestie z Utiosowym, Diuk Ellington i innych. Jest autorem wielu popularnych piosenek, między innymi Na rasswietie (film kinowy Lubimaja), Dom moj, stolica, cyklu Pomniu (wszystkie do muzyki Jauhiena Hlebaua), tekstów piosenek dla rewii Etot dołgij korotkij czas, Kraski mira (wszystkie do muzyki Wasila Rainczyka, Wy domoj, żurawli (muzyka Dz. Smolskiego), Sołniecznyj wals, Iszczu swojo echo, Trubaczi, trubaczi (wszystkie do muzyki Ja. Hryszmana) i innych. Był uczestnikiem i laureatem wielu festiwalów kinowych.

## Twórczość

### Muzyka
- piosenka Niemoje kino (muzyka Wasila Rainczyka, w EP zespołu Wierasy – Mełodija, 1978, w LP zespołu Wierasy – Balkanton, Bułgaria, 1978)[2].

### Filmy
- Czamu ż tam nie pieć (1968);
- Piesniary (1971);
- Wierasy (1976);
- Etot dołgij korotkij czas (film-koncert, 1977);
- Ty – odna lubow′ (zespół Sjabry, 1980);
- I piesnia wzletajet sama. Władimir Ołowinkow (1982);
- A także cyrk (film-koncert, 1983);
- Kupalinka (zespół Kupalinka, 1983);
- Komiediant (z muzyką Uładzimira Mulawina i Dzmitryja Autuchowicza, 1987);
- 3000 piesień. Hienadź Citowicz (1986);
- Swiata (zespół Swiata, 1988);
- Otrywki iz nienapisannogo (Ja. Hlebau, 2000);
- Jak pajdu ja darohaju (M. Drynieuski, 2002);
- serial telewizyjny Etot proklatyj ujutnyj dom (z muzyką U. Sołtana, 1998) i inne[2].

### Książki
- Zakadrowyje istorii filma „Wsia korolewskaja rat′” („Kowczeg”, 2002);
- Magija biełogo ekrana („Biełaruś”, 2002);
- opowiadanie Dietstwo s gruszkoj poświęcone Uładzimirowi Mulawinowi („Nioman”, 2004);
- Ich portriet s obrieczonnym impieratorom („Charwiest”, 2005)[2].